# Gymnospermium microrrhynchum
Gymnospermium microrrhynchum är en berberisväxtart som först beskrevs av Spencer Le Marchant Moore, och fick sitt nu gällande namn av Armen Tachtadzjan. Gymnospermium microrrhynchum ingår i släktet Gymnospermium och familjen berberisväxter. Inga underarter finns listade i Catalogue of Life.